# 友釣り

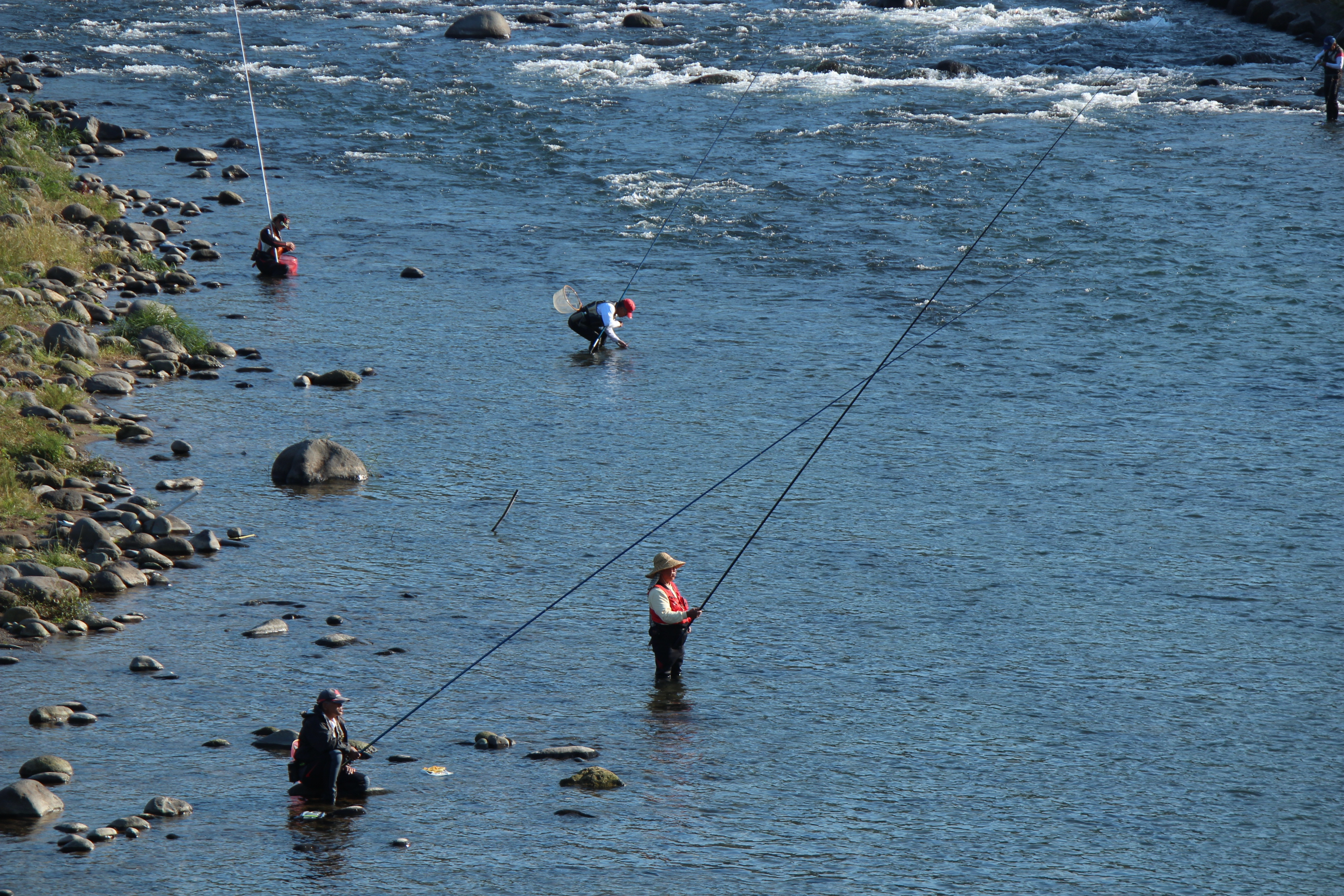
アユの友釣りを楽しむ人々（静岡県の狩野川）

友釣り（ともづり）とは、アユ（鮎）釣りの技法の一つで、アユの縄張り行動を利用して、オトリ（囮）のアユを攻撃させ、釣り針に引っ掛からせることを狙う。日本独特の釣法である。

## 概要
友釣りと呼ばれる釣法は、釣ろうとしている野アユの縄張り内に、釣り人が用意したオトリのアユに掛針をつけて進入させる。それに対して野アユは追い払おうとして体当たりしたところを引っ掛ける釣法である。ただし、アユ以外を狙った類似の漁法もある（後述）。友釣りを「アユ掛け」と呼ぶこともある。友釣りをする者が多く集まる川やポイントを「アユ釣り銀座」とも呼ぶ。こういった所では漁業協同組合（漁協）などが主催した釣果を競う「友釣り大会」も行われる。オトリ鮎には釣り糸と繋がった鼻環を鼻に通し、その糸の先に掛針を付ける。
野アユは餌とする藻類が付着する石の周囲を縄張りとしており、そこに侵入した鮎や他の魚類を追い出すために腹（肛門）辺りに体当たりする。突撃後に反転する際、尻ヒレあたりに設定された掛針に野アユが掛る。

## 漁法
漁業権が設定されている川で友釣りをするには、釣ったアユをリリースするつもりでも、入漁証（釣り券）が必要である。オトリ用のアユ（種鮎、親鮎とも言う）は店で購入することから始まる。
アユは、アユに似せたルアーも攻撃するため、若いアユ釣り愛好者を増やそうとルアー釣り用漁区を設定する漁協もある。

### 漁期
日本では若アユが縄張りを作る5月下旬頃から、産卵直前に縄張りを解く11月頃までの期間で釣り上げることが可能だが、一般に漁期は6月以降で、7-8月が最盛期になる。9-10月頃には雌アユが河口付近で産卵するため川を下る。これを「落ちアユ」と呼び、子持ちである。

### 仕掛け
オトリと釣糸をつなげるためにハナカン（鼻環）と呼ばれる小さな円形の器具をアユの鼻につける。さらに野アユを引っ掛ける掛針（カケ針）と、オトリの尾部に刺す逆針（サカ針：掛針を安定させるために尻ヒレ付近に刺す固定用の針）が結ばれた仕掛けを、先述のハナカンに結んで使用する。掛針はアユの尾ビレの1.5cmm程度後にくるように調整する。これは野アユがオトリの尾ビレ（体の弱い所）付近を狙って体当たりしてくるためである。一般的に掛針、逆針ともにスレ針と呼ばれるカエシのないのものが好まれる。なお、上記は現在一般的な仕掛けについての説明であり、様々な工夫を経て現在の仕掛けに至っている。

### 技術
川読み

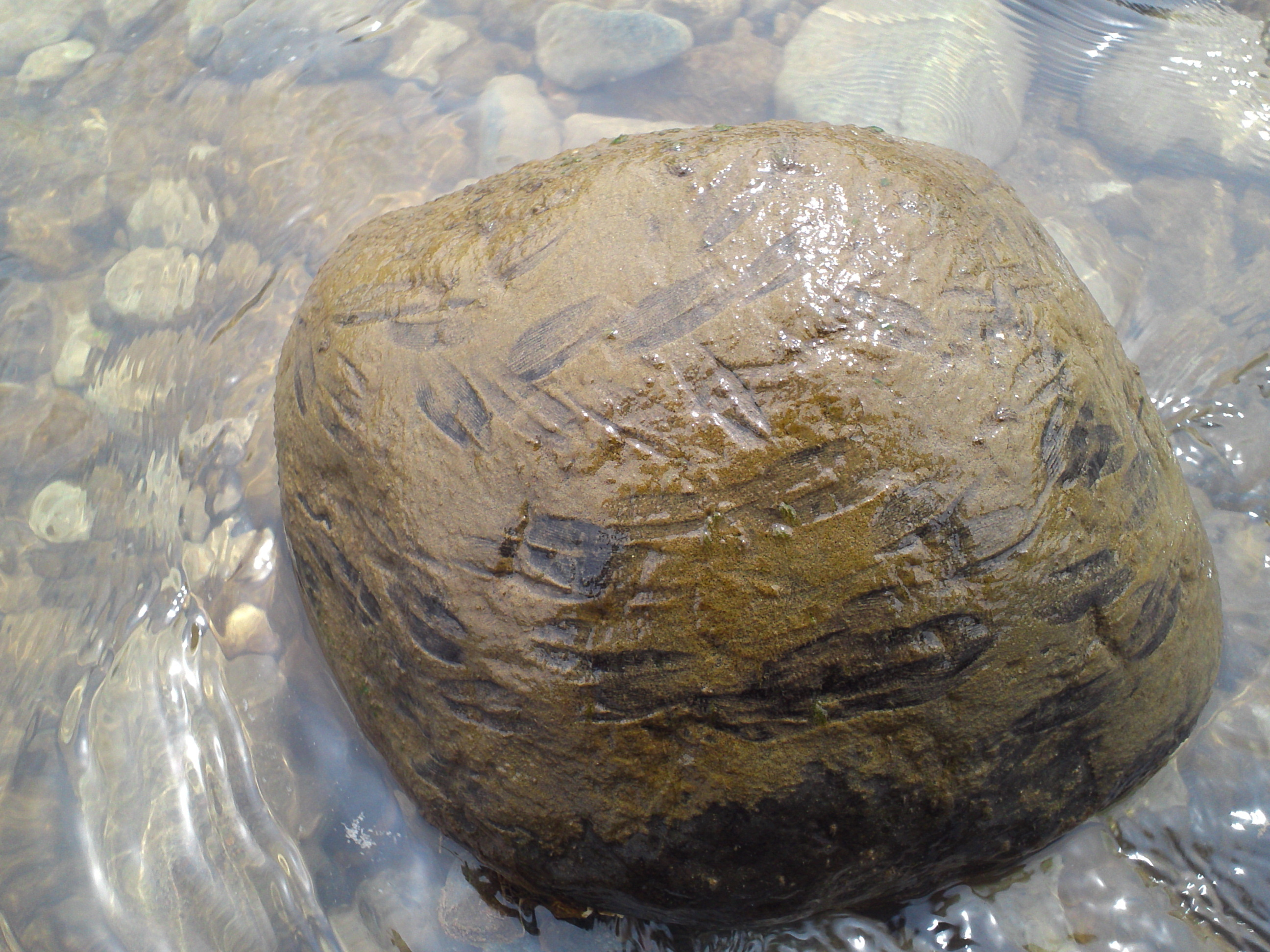
アユのハミ跡

野アユがどこに縄張りを作っているか、アユの習性を考えて推測することが釣果をあげるポイントであり、友釣りの醍醐味でもある。アユは石についた藻類を主食とし、これを削ぐように食べるため石にハミ跡と呼ばれる跡を残す。これがアユの大小や多寡を知る目安となる。また、時間帯、水量、天候等によってもアユの好む場所が変化するため、これを察するのも技術である。アユの習性だけでなく先行した釣り人のポイントを見定めることも技術となる。これは釣り人がいた場所は当然アユが減るため、アユの量が均一化するまで時間が掛かるからである。
オトリの取扱い
釣果をあげるにはオトリを弱らせないことが重要で、素早く鼻環を通すこと、強くオトリを握らず（胸腹のところに力を入れない）に掴むようにする。また、釣れなくてオトリが弱ってきたら、元気のよいオトリと交換するのもポイントである。
オトリの操作
大別すると、竿の操作でオトリを縄張りへもっていく「引き釣り」と、オトリを自然に泳がせて釣る「泳がせ釣り」がある。

## 道具
釣り竿

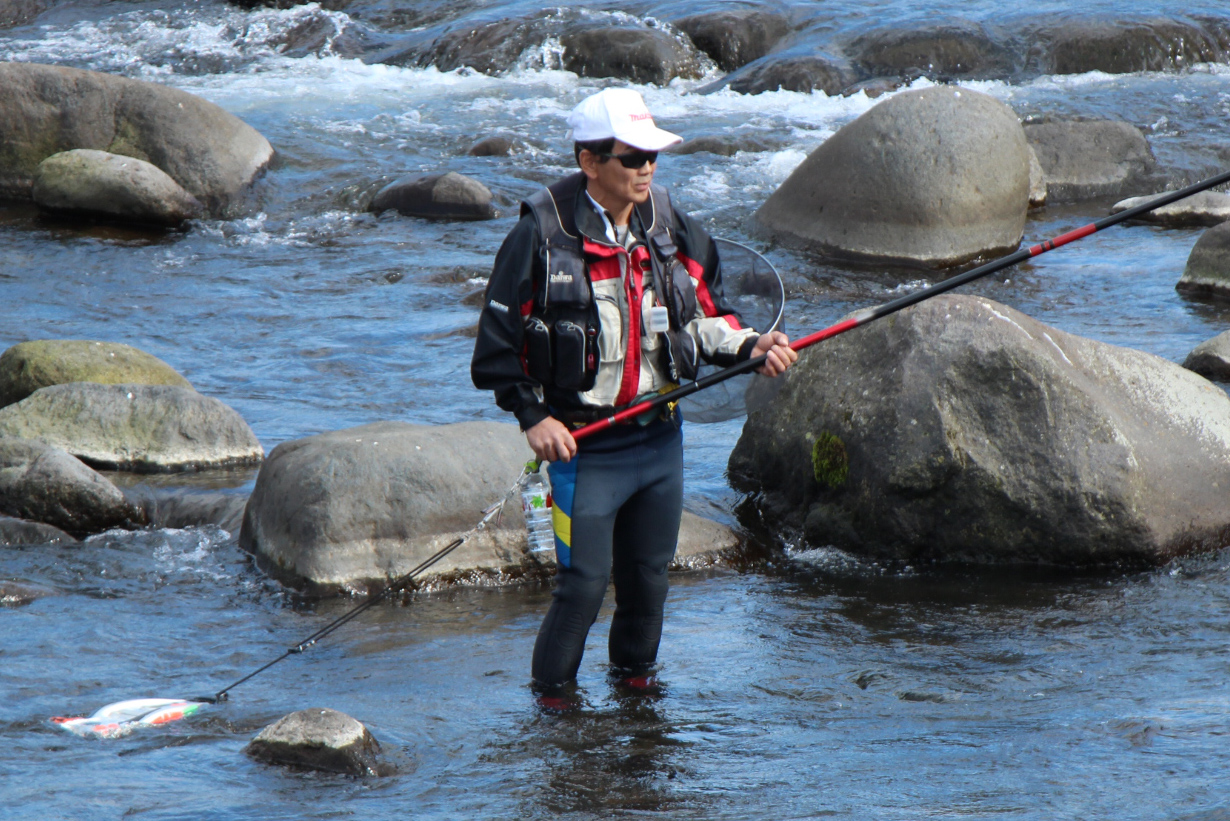
アユの友釣りの典型例

古くは1kgを超えるような竹竿を使用していたが、グラスファイバー製の竿を経て現在では友釣り専用の軽量化したカーボンファイバー製が主流で、長さ8.0～10.0m前後、重さは300g未満のものが好まれる。近年はさらに軽量化と感度のよいチタン製の穂先も利用される。
友釣り用の竿は、長さと軽さ、感度が求められるため、製造には高度な技術、素材が求められ、その度合いに比例して高価になり、9.0mの竿で5万円クラスから250g以下になると20万円前後、更に高価なものは30～40万円となる。
近年流行の兆しが見られる鮎のルアーフィッシングの場合は9フィート（2.7m）前後の専用竿が流通しているが、同程度の長さのルアー竿なら大体どれでも（例：シーバス用、トラウト用、エギング用）利用可能である。
糸
竿先に繋げる天上糸（天糸・空中糸・道糸とも）は通常フロロカーボン、ポリエチレン（PE）、ナイロン製が使われる。それに繋がる水中糸は水切り抵抗を減らすために天井糸よりも細いものを使用するのが一般的で、フロロカーボン、金属、複合糸なども使用される。金属製（タングステン等）はグラムあたりで金より高価なものもある。
たも網
釣り上げたアユを捕獲する道具である。友釣りの場合は口径40cm程度の広口のものが好まれる。また、川中に入って使用することが多いために携帯性も重視される。
オトリ缶
オトリのアユを活きの良いまま運ぶための道具。エアポンプ機能があるものが好まれ、移動の際には空気を送り、オトリの健康を保つ。缶と名がつくが、現在では合成樹脂製が広く普及している。古くは木製である。
引き舟（引舟、友船）
川中でオトリのアユや釣ったアユを入れておくための道具。新鮮な川の水が入る構造になっている。水流の抵抗を減らすために船の形状に近い形をしている。これもオトリ缶と同様、古くは木製である。
鮎タビ
友釣りではアユの集まるポイントを求めて川中に入る場合が多いため、石で滑りにくい鮎タビと呼ばれる靴を着用する。

## 問題点
1990年代になって、川によっては縄張りを作らず群れたり、縄張りを持っても侵入者を追わなかったりするアユが増え、問題視されている。「原因は放流される琵琶湖産の稚アユや人工孵化・養蓄されたアユ、川の環境の変化による成長不良」ともいわれるが、「よくわかっていない」とも言われる。「一般的に言えば、放流された後に雨が降って流水量が増えた年は放流された場所から上って広い範囲で縄張りを持つものが多くなるが、渇水の年は放流された場所からあまり移動せずに群れるアユが多くなる」とアユ釣り師は言う。放流初期の4～5月の低水温時期に冷水病により死滅したり、大きくならない場合もある。利根川水系においては、上流部のダムの放水により6～7月の水温低下も見られ、冷水病が長期間にわたり発生している。アユの代替魚種としてヤマメを放流している漁協も一部にはある。

## 発祥
多くの先人たちが調べたが、未だに特定できていない。静岡県の狩野川説や、京都説など各地に資料が残っている。
ただし、各地にバラバラに伝承されていた釣法を1979年、大西満が『新しい友釣り』を出版して、体系づけた。

### 狩野川説
多くの文献で紹介される説である。伊豆国の代官として世襲してきた江川家に伝わる史料群「江川文庫」に、狩野川でアユの友釣りが盛んになったことを伝える『頼書一礼之事』と題した1832年（天保3年）の文書が残っている。これには「梁漁を請け負っているが、友釣りが流行って収入が上がらなくなり、梁漁に伴う税金も納められなくなるため、友釣りを禁止してほしい」と、地元の村々の役人が韮山代官所に訴える内容である。また、友釣りについて「新規の漁事」として、天野堰所（現：伊豆の国市、北緯35度1分19.6秒 東経138度56分21.4秒）で2年ほど前に始まった旨が記述されている。この資料以外にも狩野川における友釣りの始まりが天野堰所であったと複数の記録に残っている。
他にも、伊豆市の大平（北緯34度57分16.2秒 東経138度56分7.3秒 / 北緯34.954500度 東経138.935361度）にあった瀧源寺（ろうげんじ）の虚無僧で、尺八の名手であった法山志定（1780年（安政9年）没）が発案したという話も残る。
この狩野川では現在でも友釣りが盛んであり、「狩野川を制すれば全国を制す」という言葉もある。

### その他の説
- 京都説（八瀬説）：1697年（元禄10年）の『本朝食鑑』が根拠である[8]。京都の八瀬川（現在の高野川）とされる説。
- 日高川説：『日本漁業経済史』に記載された「紀州藩の漁業及び漁村」（1826年・文政9年）を基にした説[8]。

## 他種の例
友釣りはアユ釣りのために発展したものであるが、魚の縄張り行動を利用するものであるため、そのような行動をとるものに対しては応用が可能である。ボウズハゼはアユと同じく岩の表面の藻類を主食にし、アユとは競争関係にあるため、アユの友釣り時に釣れてしまうことがある。また、竿を使うわけではないが、アナジャコを獲るために、別のアナジャコを巣穴に入れて主を誘い出すのも友釣りの特徴に似ている。